# Łaszczów
Łaszczów ist eine Stadt sowie Sitz der gleichnamigen Stadt-und-Land-Gemeinde im Powiat Tomaszowski der Woiwodschaft Lublin in Polen.
Łaszczów hatte vor dem Zweiten Weltkrieg einen sehr hohen jüdischen Bevölkerungsanteil (1041 von 1141 im Jahr 1920 (91 %), und 1939 sogar 99 %). Im Mai 1942 wurden einige Juden des Ortes in der Nähe erschossen und die restlichen in die Vernichtungslager gebracht. Nur sehr wenige überlebten den Holocaust.
Die gegen Ende des 18. Jahrhunderts errichtete Synagoge wurde im Krieg verwüstet, später als Getreidelager genutzt und ist heute (2021) eine Ruine.

## Gemeinde
Zur Stadt-und-Land-Gemeinde gehören neben der Stadt Łaszczów 20 Ortschaften mit einem Schulzenamt.